# 대한민국 행정조정실
행정조정실(行政調整室)은 국무총리를 보좌하기 위하여 각 중앙행정기관 및 국무총리 소속기관의 행정의 지휘·조정· 및 감독에 관한 사항과 국무총리 소관에 속하는 사항 기타 국무총리가 특별히 지시하는 행정의 조정에 관한 사항을 관장하는 대한민국의 옛 중앙행정기관이다. 1973년 1월 15일 발족하였으며 1998년 2월 28일 국무조정실로 개편되면서 폐지되었다.

## 설치 근거 및 소관 업무
- 정부조직법 [법률 제2437호, 1973.01.15 전문개정] 제20조[1]
- 행정조정실직제 [대통령령 제6483호, 1973.01.30 제정] 제1조[2]

## 연혁
- 1973년 1월 15일 - 행정조정실을 신설.
- 1998년 2월 28일 - 행정조정실을 폐지하고 국무조정실을 신설.

## 조직
| - 제1행정조정관 ( 1973.01 ~ 1998.02 ) - 제2행정조정관 ( 1973.01 ~ 1998.02 ) - 제3행정조정관 ( 1973.01 ~ 1998.02 ) | - 제4행정조정관 ( 1973.01 ~ 1983.03 ) - 제5행정조정관 ( 1973.01 ~ 1981.11 ) - 제5행정조정관 ( 1989.01 ~ 1993.04 ) |

## 역대 실장

### 행정조정실장
| 정부        | 대수           | 이름                                | 임기                               | 출신지                   | 출신학교 | 비고 |
| ----------- | -------------- | ----------------------------------- | ---------------------------------- | ------------------------ | --- | --- |
| 제 4 공화국 | 초대           | 박승복(朴承復)                      | 1973년 2월 1일 ~ 1976년 1월 5일    | 함남 함주                | 함흥공립상고 | 국무총리비서실 정무비서관&재무부 기획관리실장&한국생산성본부 이사&한국상장회사협의회장&한국식품공업협회장                   |
| 제 4 공화국 | 2대            | 이명춘(李明春)                      | 1976년 1월 5일 ~ 1978년 12월 22일  | 경기 경성 (현 서울)      | 육사 | 행정조정실 제3행정조정관&국무총리비서실장&제10대 국회의원                                                                   |
| 제 4 공화국 | 3대            | 최창락(崔昌洛)                      | 1979년 1월 22일 ~ 1979년 12월 15일 | 경기 용인                | 서울대 | 행정조정실 제2행정조정관&통계청장&상공부 차관&동력자원부 장관&공정거래위원회 위원장&한국은행 총재&한국인간개발연구원 이사장 |
| 제 4 공화국 | 4대            | 서석준(徐錫俊)                      | 1979년 12월 15일 ~ 1980년 5월 29일 | 경북 성주                | 서울대 | 대통령비서실 경제제1수석비서관&경제기획원 차관&상공부 장관&경제부총리&한국개발연구원 자문위원                               |
| 제 4 공화국 | 5대            | 이선기(李宣基)                      | 1980년 5월 29일 ~ 1981년 12월 21일 | 경북 선산 (현 경북 구미) | 영남대 | 조달청장&경제기획원 차관&동력자원부 장관&한국정보기술연구원장                                                               |
| 제 5 공화국 | 5대            | 이선기(李宣基)                      | 1980년 5월 29일 ~ 1981년 12월 21일 | 경북 선산 (현 경북 구미) | 영남대 | 조달청장&경제기획원 차관&동력자원부 장관&한국정보기술연구원장                                                               |
| 6대         | 손수익(孫守益) | 1981년 12월 24일 ~ 1983년 10월 15일 | 전남 장흥                          | 서울대                   | 충청남도지사&경기도지사&산림청장&내무부 지방국장&내무부 차관&교통부 장관                                                                   | |
| 7대         | 이규성(李揆成) | 1983년 10월 18일 ~ 1988년 12월 5일  | 충남 논산                          | 서울대                   | 한국과학기술원 교수&전매청장&재무부 장관&재정경제부 장관                                                                                   | |
| 7대         | 이규성(李揆成) | 1983년 10월 18일 ~ 1988년 12월 5일  | 충남 논산                          | 서울대                   | 한국과학기술원 교수&전매청장&재무부 장관&재정경제부 장관                                                                                   | 제 6 공화국 |
| 8대         | 안치순(安致淳) | 1988년 12월 13일 ~ 1990년 11월 19일 | 평북                               | 서울대                   | 대통령비서실 정무비서관 | |
| 9대         | 심대평(沈大平) | 1990년 12월 28일 ~ 1992년 3월 30일  | 충남 공주                          | 서울대                   | 대전시장&대통령비서실 사정비서관·민정비서관&충청남도지사&대통령비서실 행정수석비서관&제17·18대 국회의원&자유선진당 대표&지방자치발전위원장 | |
| 10대        | 윤성태(尹成泰) | 1992년 3월 31일 ~ 1993년 3월 3일    | 경북 김천                          | 서울대                   | 보건사회부 기획관리실장&보건사회부 차관 | |
| 문민 정부   | 11대           | 김시형(金時衡)                      | 1993년 3월 4일 ~ 1994년 12월 27일  | 경북 예천                | 서울대 | 상공부 제2차관보&동력자원부 차관                                                                                            |
| 문민 정부   | 12대           | 강봉균(姜奉均)                      | 1994년 12월 27일 ~ 1996년 8월 8일  | 전북 군산                | 서울대 | 대통령비서실 정책기획수석비서관&노동부 차관&정보통신부 장관&재정경제부 장관&제16·17·18대 국회의원&한국개발연구원장          |
| 문민 정부   | 13대           | 김용진(金容鎭)                      | 1996년 8월 13일 ~ 1996년 12월 20일 | 경북 상주                | 서울대 | 관세청장&재무부 차관&과학기술처 장관                                                                                        |
| 문민 정부   | 14대           | 이환균(李桓均)                      | 1996년 12월 24일 ~ 1997년 3월 5일  | 경남 함안                | 서울대 | 관세청장&재정경제원 차관&건설교통부 장관                                                                                    |
| 문민 정부   | 15대           | 이기호(李起浩)                      | 1997년 3월 7일 ~ 1997년 8월 5일    | 전남 목포                | 서울대 | 대통령비서실 경제수석비서관&보건복지부 차관&노동부 장관                                                                     |
| 문민 정부   | 16대           | 이영탁(李永鐸)                      | 1997년 8월 8일 ~ 1998년 2월 28일   | 경북 영주                | 서울대 | 교육부 차관&한국거래소 이사장                                                                                               |